# Christophe de Margerie (méthanier)
Le Christophe de Margerie est un navire méthanier brise-glace russe construit pour Sovcomflot, lancé en 2016 sous pavillon chypriote et naviguant depuis 2023 sous pavillon panaméen.

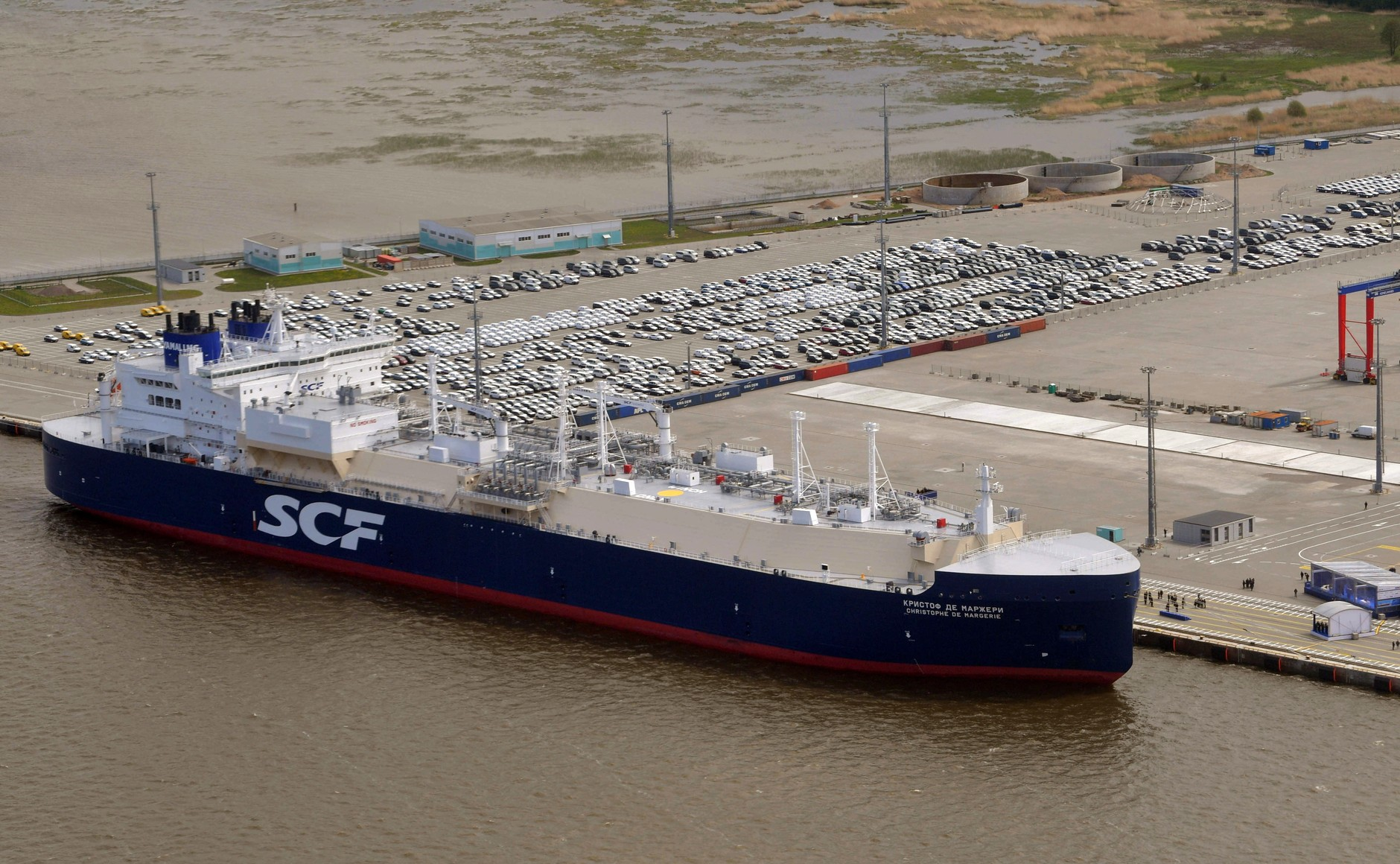
Le méthanier Christophe de Margerie.

## Historique

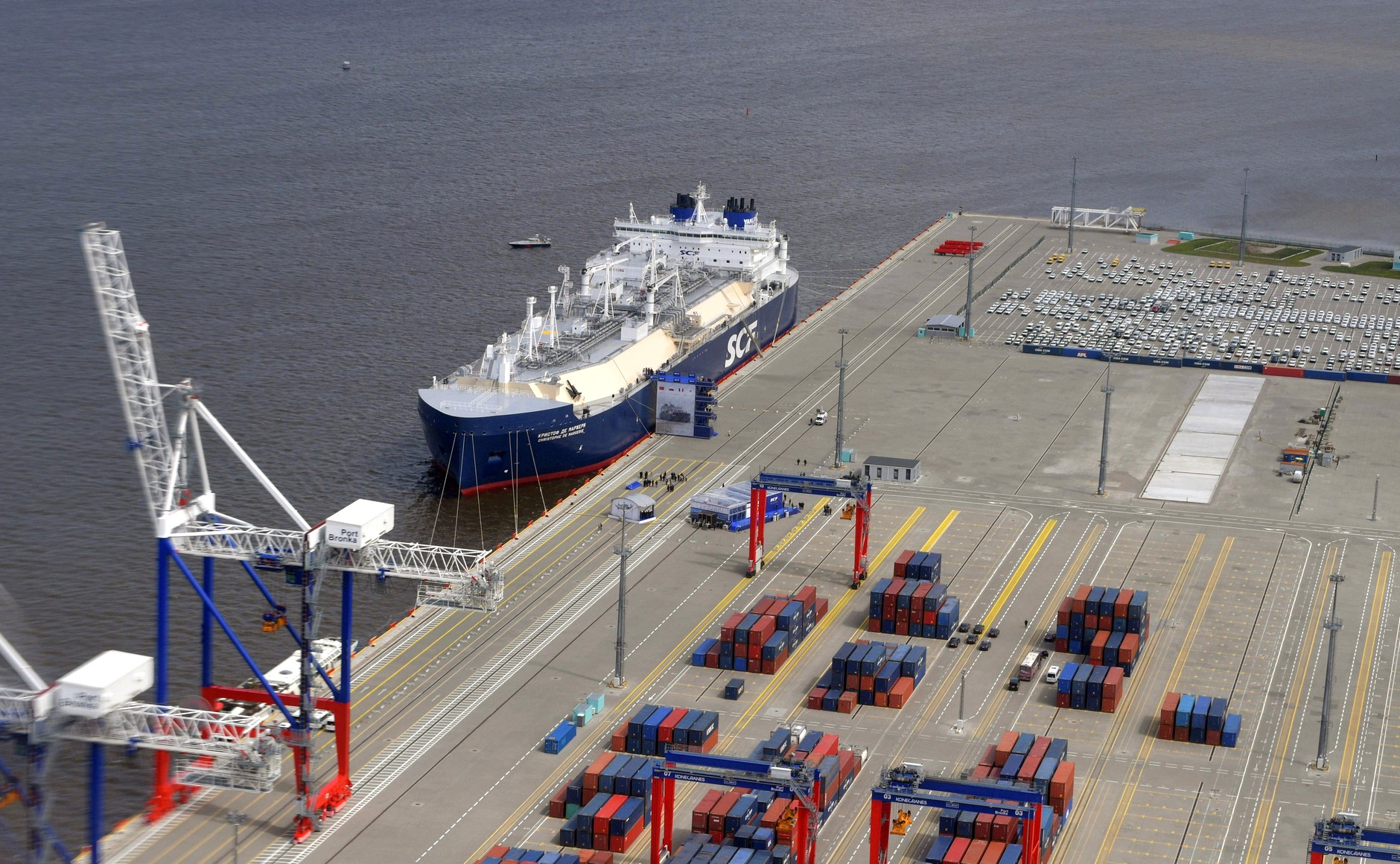
Cérémonie de baptême dans le le 3 juin 2017.

Le théâtre Mariinsky de Saint-Pétersbourg doit sa renaissance au soutien financier du président-directeur général de Total Christophe de Margerie. Valery Gergiev le fait entrer au conseil d'administration et le met en contact, dans le cadre de l'amitié culturelle franco-russe, avec son ami Vladimir Poutine. L'objectif de Christophe de Margerie est l'obtention du contrat avec la société Novatek pour l'exploitation des gisements de gaz de la péninsule de Yamal. Le contrat est signé en 2011 avec Guennadi Timtchenko et Leonid Mikhelson, les principaux actionnaires de Novatek. Après la mort de Christophe de Margerie, le chantier de Yamal LNG est réalisé par Total entre 2014 et 2017. Le méthanier qui transportera le gaz naturel liquéfié vers l'Europe est baptisé par Vladimir Poutine Christophe de Margerie et une large moustache blanche est peinte sur sa proue en hommage à « Big Moustache »,,,
Premier d'une série (de) de 15 navires, le Christophe de Margerie, méthanier brise-glace russe construit par Daewoo Shipbuilding & Marine Engineering pour Sovcomflot, quille posée le 23 mars 2015, lancé le 1er novembre 2016, est immatriculé au port de Limassol sous pavillon chypriote. Il est capable de briser des glaces de 2 mètres d'épaisseur et peut naviguer six mois de l'année dans l'océan Arctique là où les autres méthaniers sont limités à quatre mois. Il rejoint le port de Sabetta le 30 mars 2017,. En août 2017 il transporte une cargaison par la route maritime du Nord de Hammerfest à Boryeong en 19 jours soit environ 30 % plus rapidement que par la route maritime conventionnelle du sud à travers le canal de Suez. Les ports européens sont destinataires du gaz naturel liquéfié livré par le Christophe de Margerie et les méthaniers de sa classe. Le gaz est livré directement ou transbordé sur des méthaniers classiques à destination des marchés internationaux. C'est le cas en France du terminal méthanier de Loon-Plage et de celui de Montoir-de-Bretagne ou du Port de Bruges-Zeebruges en Belgique. Après le sabotage des gazoducs Nord Stream en 2022, Novatek prend le pas sur Gazprom, le Christophe de Margerie poursuivant la livraison de gaz vers l'Europe depuis la plateforme de Yamal LNG.

## Caractéristiques
Navire méthanier brise-glace, son coût est de 320 millions de dollars. Il est long de 299 mètres et haut de 60 mètres. Il est alimenté par une chaudière de 45 MW et sa capacité de transport est de 172 000 mètres cubes de gaz naturel liquéfié.

## Sanctions contre la Russie
La flotte fantôme russe fait l'objet de sanctions internationales prises notamment par les États-Unis et l'Union européenne lors de la guerre russo-ukrainienne. Pourtant Patrick Pouyanné déclare en 2022 que TotalEnergies ne se désengagera pas de son contrat de gaz russe,,,. Depuis 2023, le Christophe de Margerie navigue sous pavillon panaméen. Le 14e paquet de sanctions approuvé le 20 juin 2024 par l'Union européenne interdit les opérations de transbordement de GNL provenant de Russie dans les ports européens à partir du mois de mars 2025 tout en autorisant la poursuite des approvisionnements directs pour les besoins européens. Le Christophe de Margerie ne pourra en outre plus procéder à des arrêts techniques en Europe comme en 2021 où sa révision quinquennale avait été réalisée par le groupe Damen dans le port de Brest. Il fait également l'objet des sanctions annoncées par le département du Trésor des États-Unis le 10 janvier 2025. Depuis le 25 février 2025 il est également visé par le 16e paquet de sanctions adoptées par l'Union européenne.